# Седам секретара СКОЈ-а (ТВ серија)
Седам секретара СКОЈ-а је југословенска телевизијска серија снимана 1979. а премијерно емитована 1981. године. Сценарио је написао Радивој Цветићанин по књизи „Седам секретара СКОЈ-а“ Слободана Петровића, а режирао је Драгослав Лазић.

## Радња
Серија прати живот седам секретара СКОЈ-а, који су били на функцији секретара Централног комитета СКОЈ-а, од 1920. до 1931. Страдали су у периоду од 1929. до 1931. године, за време Шестојануарске диктатуре у оружаним сукобима са полицијом.

## Епизоде
| Сезона | Епизода | Датум             |
| ------ | ------- | ----------------- |
| 1      | 1       | 18.октобра 1981.  |
| 1      | 2       | 25.октобра 1981.  |
| 1      | 3       | 1.новембра 1981.  |
| 1      | 4       | 8.новембра 1981.  |
| 1      | 5       | 15.новембра 1981. |
| 1      | 6       | 22.новембра 1981. |

## Улоге
| Глумац                  | Улога                              |
| ----------------------- | ---------------------------------- |
| Предраг Мики Манојловић | Златко Шнајдер (6 еп. 1981)        |
| Светозар Цветковић      | Перо Поповић (5 еп. 1981)          |
| Милан Лане Гутовић      | Мијо Орешки (5 еп. 1981)           |
| Жарко Радић             | Јанко Мишић (5 еп. 1981)           |
| Лепомир Ивковић         | Јосип Дебељак (4 еп. 1981)         |
| Енвер Петровци          | Јосип Колумбо (4 еп. 1981)         |
| Горан Плеша             | Паја Маргановић (3 еп. 1981)       |
| Снежана Савић           | Агата Орешки (5 еп. 1981)          |
| Милутин Караџић         | Славко Орешки (2 еп. 1981)         |
| Бранислав Лечић         | Алија Алијагић (1 еп. 1981)        |
| Ерол Кадић              | Аугуст Цесарец (2 еп. 1981)        |
| Мира Ступица            | мајка Златка Шнајдера (4 еп. 1981) |
| Славко Симић            | отац Златка Шнајдера               |
| Предраг Милетић         | (3 еп. 1981)                       |
| Предраг Панић           | (3 еп. 1981)                       |
| Мида Стевановић         | (3 еп. 1981)                       |
| Миленко Заблаћански     | (3 еп. 1981)                       |
| Стево Жигон             | (3 еп. 1981)                       |
| Љубиша Бачић            | (2 еп. 1981)                       |
| Ранко Ковачевић         | (2 еп. 1981)                       |
| Звездана Млакар         | (2 еп. 1981)                       |

 Остале улоге  ▼
| Глумац             | Улога                   |
| ------------------ | ----------------------- |
| Васа Пантелић      | (2 еп. 1981)            |
| Горан Пековић      | Земунац (2 еп. 1981)    |
| Златибор Стоимиров | (2 еп. 1981)            |
| Франко Стрмотић    | (2 еп. 1981)            |
| Растко Тадић       | (2 еп. 1981)            |
| Предраг Тасовац    | (2 еп. 1981)            |
| Велимир Животић    | (2 еп. 1981)            |
| Душан Антонијевић  | (1 еп. 1981)            |
| Мирослав Бијелић   | (1 еп. 1981)            |
| Деметер Битенц     | (1 еп. 1981)            |
| Душан Булајић      | (1 еп. 1981)            |
| Милка Буљугић      | (1 еп. 1981)            |
| Стела Ћетковић     | (1 еп. 1981)            |
| Драгана Ћирић      | (1 еп. 1981)            |
| Петар Ћирица       | Дете (1 еп. 1981)       |
| Предраг Ејдус      | (1 еп. 1981)            |
| Цане Фирауновић    | (1 еп. 1981)            |
| Иво Јакшић         | (1 еп. 1981)            |
| Никола Јовановић   | (1 еп. 1981)            |
| Борис Комненић     | (1 еп. 1981)            |
| Морис Леви         | (1 еп. 1981)            |
| Весна Малохоџић    | (1 еп. 1981)            |
| Зинаид Мемишевић   | (1 еп. 1981)            |
| Ласло Патаки       | (1 еп. 1981)            |
| Чедомир Петровић   | (1 еп. 1981)            |
| Бранислав Платиша  | (1 еп. 1981)            |
| Радомир Поповић    | (1 еп. 1981)            |
| Олга Познатов      | (1 еп. 1981)            |
| Ратко Сарић        | (1 еп. 1981)            |
| Срећо Шпик         | (1 еп. 1981)            |
| Виктор Старчић     | (1 еп. 1981)            |
| Гоце Тодоровски    | (1 еп. 1981)            |
| Милорад Миша Волић | (1 еп. 1981)            |
| Љубо Шкиљевић      | (непознат број епизода) |

Комплетна ТВ екипа  ▼
| Редитељ                   | Драгослав Лазић         | (6 еп. 1981)                         |
| Сценариста                | Радивој Цветичанин      | (6 еп. 1981)                         |
| Сценариста                | Драгослав Лазић         | (непознат број епизода)              |
| Продуцент                 | Фети Даутовић           | продуцент (6 еп. 1981)               |
| Продуцент                 | Драгољуб Марковић       | продуцент (6 еп. 1981)               |
| Композитор                | Арсен Дедић             | (6 еп. 1981)                         |
| Композитор                | Миливоје Марковић       | (6 еп. 1981)                         |
| Директор фотографије      | Александар Радосављевић | (6 еп. 1981)                         |
| Mонтажер                  | Радивоје Милојковић     | (6 еп. 1981)                         |
| Сценограф                 | Владислав Лалицки       | (6 еп. 1981)                         |
| Костимограф               | Љиљана Драговић         | (6 еп. 1981)                         |
| Одсек за шминку           | Марија Јовановић        | шминкерка (6 еп. 1981)               |
| Одсек за шминку           | Ратко Ристић            | шминкерка (6 еп. 1981)               |
| Менаџер продукције        | Слободан Јоцић          | вођа снимања (6 еп. 1981)            |
| Менаџер продукције        | Бојан Маљевић           | директор филма (6 еп. 1981)          |
| Менаџер продукције        | Предраг Шарац           | вођа снимања (6 еп. 1981)            |
| Менаџер продукције        | Анђелија Владисављевић  | вођа снимања (6 еп. 1981)            |
| Помоћник режије           | Милан Ћирица            | први помоћник редитеља (6 еп. 1981)  |
| Помоћник режије           | Радосав Јанковић        | други помоћник редитеља (6 еп. 1981) |
| Одсек за звук             | Михаило Џабић           | микроман (6 еп. 1981)                |
| Одсек за звук             | Божидар Кнежевић        | тон мајстор (6 еп. 1981)             |
| Одсек за звук             | Милан Стојановић        | тон мајстор (6 еп. 1981)             |
| Одсек за звук             | Никола Стокановић       | микроман (6 еп. 1981)                |
| Специјални ефекти         | Петар Живковић          | пиротехничар (6 еп. 1981)            |
| Одсек за камеру и расвету | Мирослав Аврамовић      | пратилац камере (6 еп. 1981)         |
| Одсек за камеру и расвету | Драгомир Ђорђевић       | вођа расвете (6 еп. 1981)            |
| Одсек за камеру и расвету | Раде Ковачевић          | пратилац камере (6 еп. 1981)         |
| Одсек за камеру и расвету | Јован Нечић             | вођа расвете (6 еп. 1981)            |
| Одсек за камеру и расвету | Милан Павловић          | пратилац камере (6 еп. 1981)         |
| Одсек за камеру и расвету | Милан Рајковић          | сниматељ (6 еп. 1981)                |
| Одсек за камеру и расвету | Љубомир Стаменковић     | сниматељ (6 еп. 1981)                |
| Одсек за костим           | Јасминка Јешић          | асистент костимографа (6 еп. 1981)   |
| Одсек за костим           | Мирослава Коречић       | гардеробер (6 еп. 1981)              |
| Одсек за костим           | Радивоје Перишић        | гардеробер (6 еп. 1981)              |
| Одсек за костим           | Олга Шкоробац           | гардеробер (6 еп. 1981)              |
| Одсек за монтажу          | Драган Самац            | видео миксер (6 еп. 1981)            |
| Музички одсек             | Доријан Сетина          | музички сарадник (6 еп. 1981)        |
| Остала екипа              | Славољуб Цветковић      | технички саветник (6 еп. 1981)       |
| Остала екипа              | Нада Крон               | секретар режије (6 еп. 1981)         |
| Остала екипа              | Звонимир Мајдак         | писац дијалога (6 еп. 1981)          |
| Остала екипа              | Радмила Видак           | лектор (6 еп. 1981)                  |
| Остала екипа              | Анђелија Влаисављевић   | координатор продукције (6 еп. 1981)  |